# Rafael (prenome)
Rafael é um nome próprio masculino de origem hebraica (רפאל, transl. Rafa'el, de rafá, "ele curou", correlato ao siríaco repha, "ele curou", e ao árabe ráfa'a, "ele melhorou", "ele se restabeleceu"), que pode ser interpretado como "curado por divindade" ou "cura divina"  (referindo-se ao deus ugarítico El). Seu feminino é Rafaela.

## Histórico
Foi muito utilizado por judeus, cristãos italianos e árabes durante a Idade Média. Popularizou-se com o célebre representante do Renascimento, o pintor italiano Rafael Sanzio.

## Religião
Conforme a Bíblia católica, o arcanjo Rafael é o anjo que teria curado o patriarca Tobias, motivo pelo qual é o padroeiro dos doentes e dos mutilados de guerra.

## Variações em outros idiomas
- árabe: رافائيل (Rāfā'īl)
- albanês: Rafael
- alemão: Raphael, Raffael[2]
- catalã: Rafel
- espanhol: Rafael
- esloveno: Rafael[2]
- francês: Raphaël[2]
- grego: Ραφαήλ[2]
- hebraico: רָפָאֵל
- holandês: Rafaël[2]
- húngaro: Rafael[2]
- inglês: Raphael[2]
- italiano: Raffaele / Raffaello
- macedônio: Rafael[2]
- polonês: Rafał[2]
- português: Rafael
- russo: Рафаэль
- sardo: Rafiele, Arrafieli